# Sharanahua
Los sharanahua son un pueblo indígena de la Amazonía que habita las riveras de los ríos Alto Purús, Curanja, Chandles y Acre. Se autodenominan onicoin ('gente verdadera'). Hablan la lengua sharanahua, de la familia de lenguas pano.
El nombre del pueblo Sharanahua ha sido traducido como ‘gente buena’, de donde shara significa ‘bueno’ y nahua ‘gente’.
El pueblo Sharanahua vive principalmente en la provincia de Purús del departamento de Ucayali. Según los resultados de los censos nacional 2017, por sus costumbres y sus antepasados han sido 285 personas que se han autoidentificado como parte del pueblo sharanahua a nivel nacional; y por el idioma o lengua materna con el que aprendió a hablar en su niñez han sido 573 personas que han manifestado que hablan el idioma sharanahua. 

## Historia
Hasta inicios del siglo XX, los sharanahua se encontraban asentados en las zonas interfluviales cercanas a las cabeceras del río Tarauacá en el extremo suroeste del Brasil. Empujados por las incursiones de caucheros y otros foráneos, fueron obligados a huir, llegando al Perú en busca de nuevos territorios, estableciéndose cerca del alto Curanja, el alto Embira y sus afluentes.
En tiempos siguientes, el pueblo indígenas continuó siendo acosado por colonos y caucheros, quienes buscaban capturarlos y esclavizarlos. Los sharanahuas resistieron y pelearon, no sólo para defenderse, sino para vengar a sus muertos y obtener las cosas que los intrusos tenían como cuchillos, machetes, hachas y armas de fuego. Paralelamente, según Wise y Ribeiro ((1978:176), entre 1925 y 1950, entre 1925 y 1950, los sharanahuas sufrieron un severo impacto demográfico como producto de una serie de epidemias (como el sarampión, la gripe, la viruela, la fiebre amarilla, la tos ferina, la tuberculosis y otras que azotaron toda el área por décadas) que ocasionaron la muerte de 50% al 75% de la población.
Hacia 1945, se asentaron en el Alto Purús donde se encuentran actualmente junto con miembros de otros grupos nativos de la región.
Desde 1953, los sharanahua han estado en contacto continuo con el mundo de afuera. Las comunidades tienen escuelas bilingües, y muchos han aprendido a leer y escribir en el idioma materno. En varias comunidades hay promotores de salud y de alfabetización para adultos.

## Organización Social
Tradicionalmente los sharanahua eran seminómadas que se trasladaban a lugares más ventajosos cuando los animales de caza escaseaban y las chacras ya no producían. Sin embargo, durante las últimas décadas se han vuelto más sedentarios.
La distribución de los sharanahuas en el territorio es en grupo residenciales. Impera la exogamia de linaje: una persona debe casarse con una mujer fuera de su propio patrilinaje. Se acostumbra el intercambio directo de hermanas entre dos hombres de grupos de linaje diferentes.Tradicionalmente la regla de convivencia postmatrimonial es patrilocal, pero en tiempos modernos también se dan casos de matrilocalidad.
Históricamente los sharanahua se han dedicado a la agricultura, la caza y la pesca. La caza ha sido una actividad mediante la cual los hombres sharanahua han adquirido prestigio social, previendo de carne de monte a sus familias, mientras que las mujeres sharanahua son consideradas las ‘dueñas’ de las chacras, en donde cultivan principalmente variedades de yuca y plátano, camote, maní, maíz y papaya. Complementan la alimentación recolectando nueces y frutas de la selva, y huevos de tortuga de las riberas de los ríos durante los meses de julio y agosto. También siembran sandías a orillas de los ríos después de la estación lluviosa cuando los ríos bajan.
Actualmente también comercializan con el excedente de productos agrícolas y la carne de monte. Hay grupos que se dedican a la extracción de madera y a la construcción de canoas y hamacas.

## Lengua
La lengua Sharanahua (ISO: mcd) pertenece a la familia lingüística pano y es hablada en la cuenca del río Purús, provincia de Purús, región de Ucayali. Dadas las semejanzas gramaticales, como el entendimiento entre los pueblos mastanahua, sharanahua y marinahua; se considera que los tres hablan variedades lingüísticas de una sola lengua que es denominada en la literatura como Sharanahua.
El idioma sharanahua es hablado por unas quinientas personas que viven en el sureste del Perú a lo largo del río Purús. Una población mayor vive en el Brasil y algunos sharanahuahablantes viven en Bolivia.